# Ectropothecium ovalifolium
Ectropothecium ovalifolium là một loài Rêu trong họ Hypnaceae. Loài này được (Besch.) W.R. Buck mô tả khoa học đầu tiên năm 1987.